# 圣伊莱尔 (埃松省)
圣伊莱尔（法語：Saint-Hilaire，法語發音：[sɛ̃.t‿ilɛʁ] ⓘ）是法国法兰西岛大区埃松省的一个市镇，属于埃唐普区。

## 地理
圣伊莱尔（48°26'1"N, 2°4'34"E）面积6.79 平方千米，位于法国法蘭西島大區埃松省，该省份为法国北部内陆省份，北起上塞纳省和马恩河谷省，西接厄尔-卢瓦省和伊夫林省，南至卢瓦雷省，东临塞纳-马恩省。
与圣伊莱尔接壤的市镇（或旧市镇、城区）包括：埃唐普、布泰尔维利耶、沙洛圣马尔。

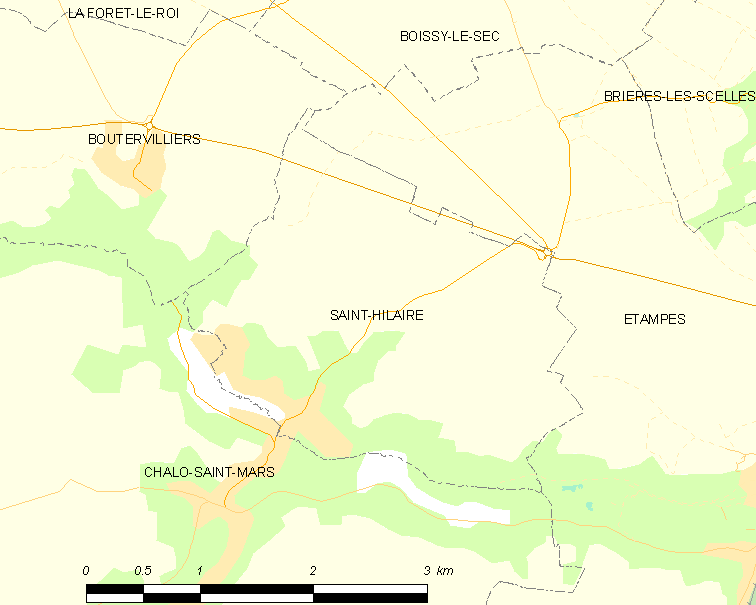
的OSM定位图

圣伊莱尔的时区为UTC+01:00、UTC+02:00（夏令时）。

## 行政
圣伊莱尔的邮政编码为91780，INSEE市镇编码为91556。

## 政治
圣伊莱尔所属的省级选区为埃唐普县。

## 人口

1962-2008年间人口变化图示

圣伊莱尔于2022年1月1日时的人口数量为402人。